# Nucleofil
Un nucleofil este o specie chimică (un ion sau o moleculă) care poate să cedeze electroni sau perechi de electroni unui electrofil pentru a forma o legătură chimică. De exemplu, bazele Lewis sunt nucleofili, dar și ionii negativi, precum ionul clorură Cl-, și moleculele neutre cu perechi de electroni libere, precum amoniacul (NH3), aminele (R-NH2), apa (H2O) și alcoolii (R-OH).

## Reacții chimice

### Substituția nucleofilă
Are loc o reacție de substituție al unui atom sau grupare de atomi cu o specie nucleofilă. Avem ca exemplu reacția unei halogenuri de alchil primare cu un ion hidroxil:

### Adiția nucleofilă
Are loc o reacție de adiție a speciei nucleofile la gruparea electrofilă. Avem ca exemplu reacția compușilor organomagnezieni (reactivi Grignard) cu cetonele:

## Tipuri

### Halogen
Halogenii ca atare nu sunt specii nucleofile, însă anionii lor sunt specii nucleofile bune. În solvenți polari protici, F− este cel mai slab nucleofil, iar I− este cel mai puternic. Ordinea se inversează în solvenți polari aprotici.

### Azot
Azot-nucleofilii sunt: amoniacul, aminele, azidele, hidroxilaminele, hidrazinele, fenilhidrazinele, carbazidele, semicarbazidele și amidele.

### Carbon
Carbon-nucleofilii sunt adesea compuși organometalici, exemple fiind: reactivi Grignard, compușii din reacțiile Reformatsky, Barbier, compușii organolitici (N-butillitiu) și acetilurile.
Alte exemple includ enolii (implicați în reacții de condensare aldolică și condensare Claisen), cianurile, nitrilii și fosforilidele.

### Oxigen
Oxigen-nucleofilii sunt: apa, alcoolii, anionul hidroxid și anionii alcoxid, peroxidul de hidrogen. În urma reacției dintre aceștia și compuși carbonilici se formează hidrați (cu apa), hemiacetali și acetali (cu alcooli).

### Sulf
Sulf-nucleofilii sunt: hidrogenul sulfurat, sulfurile, tiolii, anionul tiolat și ditiocarbamații.